# پانگولامادا
پانگولامادا (به لاتین: Pangollamada) یک منطقهٔ مسکونی در سری‌لانکا است که در استان مرکزی (سری‌لانکا) واقع شده‌است.